# Uwe Krause (Fußballspieler)
Uwe Krause (* 13. Oktober 1955 in Braunschweig) ist ein ehemaliger deutscher Fußballspieler, der den Hauptteil seiner Karriere in Frankreich gespielt hat.

## Karriere
Der Stürmer begann seine Laufbahn im Herrenbereich Mitte der 1970er Jahre bei Eintracht Braunschweig. Im April bzw. September 1976 wurde er bei zwei Spielen der Amateurnationalmannschaft gegen dänische Nachwuchsauswahlen berücksichtigt und erzielte bei seinem zweiten Einsatz den 1:0-Siegtreffer. Ab der Saison 1977/78 auch in der Bundesliga eingesetzt, avançierte er 1978/79 zum Stammspieler bei den Blau-Gelben und brachte es in 28 Punktspielen auf sieben Treffer; in der Abschlusstabelle sprang in diesem Jahr ein 9. Rang für die Eintracht heraus. In der folgenden Spielzeit, die trotz Verpflichtung des Stoßstürmers Ronald Worm mit Braunschweigs Abstieg in die 2. Bundesliga Nord endete, setzten ihn die Trainer Heinz Lucas bzw. der diesen im Oktober 1979 ablösende Uli Maslo allerdings nur noch in 15 Partien ein, in denen Uwe Krause torlos blieb.
Im Sommer 1980 wechselte er daraufhin in die französische Division 1 zu Stade Laval, der im Jahr zuvor bereits gute Erfahrungen mit einem deutschen Mittelstürmer namens Erwin Kostedde gemacht hatte. Bei dieser „grauen Maus“ aus dem Mayennais, in deren Reihen mit Victor Zvunka und Herwig Kircher lediglich zwei bekanntere Spieler standen, trat Krause fast auf Anhieb ins Rampenlicht. Obwohl Laval als Liga-16. der Saison 1980/81 nur knapp dem Abstieg entging, hatte der Deutsche sich mit 23 Punktspieltreffern auf den zweiten Rang der Torjägerliste geschossen. Im folgenden Jahr führten seine 18 „Buden“ (fünftbester Schütze) den Klub auf Platz 5 der Abschlusstabelle; außerdem stieß Laval im Landespokal nach Siegen über die Zweitligisten Stade Quimper, Calais RUFC und RC Besançon bis ins Viertelfinale vor, in dem es gegen AS Saint-Étienne mit 0:0 und 0:1 ausschied. Auch 1982/83 beendete Uwe Krause die Première Division mit Stade Laval auf dem fünften Rang, wozu er diesmal 14 Treffer (Torschützen-Platz 9) beigesteuert und Lavals bis heute (2012/13) einzigen Auftritt in einem europäischen Wettbewerb mitermöglicht hatte.
Zur Spielzeit 1983/84 holte ihn daraufhin mit der AS Monaco ein „Großer“ des französischen Fußballs, bei dem Krause in einer stark besetzten Elf (u. a. Manuel Amoros, Bruno Bellone, Bernard Genghini, Yvon Le Roux, Claude Puel und Torwart Jean-Luc Ettori) vom ersten Spiel an das Vertrauen des Trainers Lucien Muller genoss – und mit einem Dutzend Treffern (dreizehntbester Schütze) in 38 Ligaspielen auch rechtfertigte. Nach dem 38. Spieltag stand Monaco punktgleich mit den Girondins Bordeaux an der Tabellenspitze, wurde aufgrund des geringfügig schlechteren Torquotienten aber nur Vizemeister, obwohl die Elf am vorletzten Spieltag noch vor Bordeaux lag. Auch im Pokal konnte der Braunschweiger bis zuletzt auf einen Titel hoffen; im Endspiel blieb er aber torlos, so dass sich Außenseiter FC Metz in der Verlängerung mit 2:0 durchsetzte.
Weshalb Uwe Krause nach dieser erfolgreichen Saison nicht länger in Monaco blieb, sondern 1984 zum FC Sochaux wechselte – und damit erneut auf eine UEFA-Cup-Teilnahme verzichten musste –, ist bisher nicht zu ermitteln. Sportlich war das trotz gleichfalls starker Mitspieler (Stéphane Paille, Albert Rust, Franck Sauzée, Henrik Agerbeck) ein Rückschritt für ihn, und in den beiden Spielzeiten dort gelangen ihm insgesamt nur noch 17 Punktspieltore sowie ein 8. bzw. ein 15. Platz in der jeweiligen Abschlusstabelle. 1986 zog es Uwe Krause an die Mittelmeerküste zurück, wo sich Dominique Bathenay gerade seine ersten Sporen als Trainer verdiente und Krause noch drei Jahre in der Division 2 für den FC Sète stürmte. Ob er dort auch nach dem Abstieg in die dritte Liga (1989) noch aktiv war, ist aus den Quellen nicht ersichtlich.

### Stationen
- Eintracht Braunschweig (vor 1977–1980)
- Stade Lavallois (1980–1983)
- Association Sportive de Monaco (1983/84)
- Football Club de Sochaux-Montbéliard (1984–1986)
- Football Club de Sète (1986–1989, in D2)

## Erfolge
- Französischer Vizemeister 1984
- Französischer Pokal-Finalist 1984
- 2 Amateurländerspiele (ein Treffer) für Deutschland
- 214 Spiele und 84 Tore in der Division 1, davon 103/55 für Laval, 38/12 für Monaco, 73/17 für Sochaux[12]
- 93 Spiele und 14 Tore in der Division 2
- 45 Spiele und 7 Tore in der Bundesliga

## Leben nach der Spielerzeit
Uwe Krause blieb anschließend in Südfrankreich und ließ sich unweit Sète nieder. Er eröffnete in Cap d’Agde ein Sportartikelgeschäft, dessen Eigentümer er auch 2008 noch war.